# خزانه شاهی
«خزانه شاهی» یا کاخ خزانه، ساختمان بزرگی با دیوارهای ضخیم است که در شرق کاخ ملکه(حرمسرا) در تخت جمشید قرار دارد. قسمت عمدهٔ آن توسط اسکندر مقدونی به غارت رفت و آثار بقایای گنجینهٔ تخت جمشید را در اینجا می‌توان دید.
خزانهٔ تخت جمشید، از چند اتاق نگهبانی و چند تالار بزرگ برای نگهداری از گنجینهٔ شاهی تشکیل شده بود و از آثار حفاری‌های آن، می‌توان به دو نقش برجستهٔ بزرگ از صحنهٔ بارعام شاهی اشاره کرد که نمونهٔ سالم آن در موزهٔ ایران باستان می‌باشد. نقش آسیب دیده در گوشه‌ای از کاخ خزانه نگهداری می‌شود.
از این خزانه، هزاران لوح سفالی کوچک به اندازهٔ کف دست کشف شده‌است که روی آن‌ها مطالبی به خط ایلامی دربارهٔ کارگران و مقدار دستمزد آن‌ها حک شده‌است. دلیل سلامت معجزه‌آسای این لوح‌ها این بوده‌است که این خشت‌های خام در آتش برافروخته شده توسط اسکندر پخته شد و و به صورت خشت سفالی درآمدند. از روی همین لوح‌ها بود که معلوم شد کسی در تخت جمشید به بیگاری گرفته نمی‌شد و تمامی افراد از مزایای بیمه و حقوق عادلانه برخوردار بودند.
از نکات دیگر اینست که زنان پا به پای مردان در ساخت تخت جمشید همکاری می‌کردند و کارهایی از قبیل صیقل دادن نقوش برجسته و دوخت لباس سربازان به عهدهٔ آنان بود. همچنین زنان پس از زایمان از پاداشی بهره‌مند می‌شدند که مبلغ آن برای پسر آوردن دو برابر بوده‌است. از دیگر آثار کشف شده در خزانه، مهرهای سلطنتی با نقوشی از زورآزمایی پادشاه با موجودات افسانه‌ای، سینی و ظرف سنگی با طرح سر قو، مجسمه‌های شیر و ظرف بزرگ سه‌پایه‌ای هست که در موزهٔ ایران باستان نگهداری می‌شود.